# Ta13oo
Ta13oo (stylizowany zapis TA13OO) – trzeci album studyjny amerykańskiego rapera Denzela Curry’ego. Został wydany 27 lipca 2018 r. nakładem wytwórni PH Recordings i Loma Vista Records. Na albumie gościnnie udzielili się m.in. J.I.D, ZillaKami czy JPEGMAFIA. Za produkcję utworów odpowiadają m.in. FnZ, Charlie Beat czy Ronny J. 
Na albumie znajdują się cztery single „Sumo”, „Percs”, „Clout Cobain” i „Vengeance”.

## Tło
W wywiadzie udzielonym Zane'owi Lowe'emu Denzel Curry opisał strukturę albumu: "Byłem w ciemnym miejscu, kiedy pracowałem nad częścią Dark, próbowałem pracować nad częścią Light, kiedy pracowałem w kierunku mojego szczęścia." 
Portal Noisey opisał album w ten sposób: "W trzech częściach Ta13oo, Denzel bada różne tematy, w tym molestowanie, wybory prezydenckie, sławę, nienawiść, paranoję, zemstę, miłość, obecny stan muzyki i  jego własne doświadczenia bliskiej śmierci. Album obejmuje równie szeroki zakres tematów, odgłosy paranoi, strach, rozmyślania melancholijne i huśtawki nastrojów prosto z piekła, które znajdują się na Ta13oo".

## Inspiracje
Ta13oo czerpie inspirację z różnych powieści. Okładka do aktu 3 Dark i teledysk do singla "Clout Cobain" są czerpane bezpośrednio z powieści "Fahrenheit 451" autorstwa Raya Bradbury'ego. W powieści przedstawia się społeczeństwo z niewielką komunikacją lub wiedzą. Postać Mildred ogląda program "The White Clown", który graficzne przedstawia przemoc, która odwraca uwagę społeczeństwa. Biały klaun w powieści jest podobny do tego, do tego w jakiego Curry wciela się w teledysku "Clout Cobain", aby omówić bezmyślność w społeczności rapowej.

## Wydanie i promocja
Pierwszy singiel "Sumo" został wydany 30 marca 2018 roku. Drugi singiel "Percs" ukazał się 25 maja 2018 r., był pierwszym singlem z aktu 3. Trzeci singiel "Clout Cobain" wraz z teledyskiem został wydany 12 lipca 2018 r. "Black Balloons" i "Cash Maniac" zostały wydane 23 lipca i 24 lipca 2018 roku.
Płyta ukazała się jako trzy akty kolejno 25, 26 i 27 lipca 2018 roku.
Czwarty singiel z teledyskiem "Vengeance" został wydany 5 września 2018 roku.

## Odbiór
Album zyskał pozytywne uznanie krytyków. W Metacritic album uzyskał średnią ocenę 86 na podstawie 5 recenzji.
Dean Van Nguyen z Pitchforka napisał: „Curry ma swoją osobowość, jego muzyka jest pozbawiona wszelkich stereotypów - jego energia podczas śpiewania, jego prawdziwość i gra słów sprawiają, że jest ekspertem od wyrażania uczuć, a to  uniemożliwia nazwanie go SoundCloudowym raperem. To wszystko wskazuje na artystę, który potrafi przetrwać na scenie muzycznej i odnaleźć się w każdym gatunku muzycznym”. Neil Z. Yeung z AllMusic, stwierdził: „Dzięki rozsądnym gościnnym występom na Ta13oo, Curry pomimo swojego głębokiego zanurzenia się w rozpacz i ciemność, przekazuje nam swój wgląd na przyszłość”.

## Lista utworów
Lista opracowana na podstawie źródeł:
| Akt 1: Light | Akt 1: Light                                  | Akt 1: Light                                                                      | Akt 1: Light                        | Akt 1: Light |
| Nr           | Tytuł utworu                                  | Tekst                                                                             | Producent                           | Długość      |
| ------------ | --------------------------------------------- | --------------------------------------------------------------------------------- | ----------------------------------- | ------------ |
| 1.           | „Taboo”                                       | Denzel Curry · Issac De Boni · Michael Mule · Michael Hirschenberg · Latisha Hyma | FnZ · M-Sol                         | 3:17         |
| 2.           | „Black Balloons” (gość.Twelve'len i GoldLink) | Curry · De Boni · Mule · Ryan DeGrandy · LaVares Joseph · D'Anthony Carlos        | FnZ · Mickey de Grand IV · Matt Rad | 3:30         |
| 3.           | „Cash Maniac” (gość. Nyyjerya)                | Curry · DeGrandy · De Boni · Mule · Samuel Ahana · Imani Taylor                   | Mickey de Grand IV · FnZ · DJ Swish | 3:18         |
| 4.           | „Sumo”                                        | Curry · Ernest Brown                                                              | Charlie Heat                        | 3:47         |
|              |                                               |                                                                                   |                                     | 13:52        |

| Akt 2: Gray | Akt 2: Gray             | Akt 2: Gray                                                          | Akt 2: Gray           | Akt 2: Gray |
| Nr          | Tytuł utworu            | Tekst                                                                | Producent             | Długość     |
| ----------- | ----------------------- | -------------------------------------------------------------------- | --------------------- | ----------- |
| 1.          | „Super Saiyan Superman” | Curry · De Boni · Mule · Justin Elwin                                | FnZ · HWLS · OZ       | 2:12        |
| 2.          | „Switch It Up”          | Curry · Ronald Spencer, Jr. · Ramon Ibanga                           | Ronny J · Illmind     | 2:55        |
| 3.          | „Mad I Got It”          | Curry · De Boni · Mule · Kevin Saurer · Jeff Saurer · Javohn Griffin | FnZ · Hippie Sabotage | 3:52        |
| 4.          | „Sirens” (goścć. J.I.D) | Curry · Dacoury Natche · Destin Route · Billie Eilish                | DJ Dahi               | 3:56        |
| 5.          | „Clout Cobain”          | Curry · Mike Hector · Julian Gramma                                  | J Gramm · Mike Hector | 3:51        |
|             |                         |                                                                      |                       | 16:46       |

| Akt 3: Dark | Akt 3: Dark                               | Akt 3: Dark                                                              | Akt 3: Dark                        | Akt 3: Dark |
| Nr          | Tytuł utworu                              | Tekst                                                                    | Producent                          | Długość     |
| ----------- | ----------------------------------------- | ------------------------------------------------------------------------ | ---------------------------------- | ----------- |
| 1.          | „The Blackest Balloon”                    | Curry · De Boni · Mule · DeGrandy                                        | Mickey de Grand IV · FnZ           | 2:55        |
| 2.          | „Percs”                                   | Curry · De Boni · Mule · Gramma                                          | FnZ · J Gramm                      | 3:06        |
| 3.          | „Vengeance” (gość. JPEGMAFIA i ZillaKami) | Curry · DeGrandy · De Boni · Mule · Barrington Hendricks · Junius Rogers | Mickey de Grand IV · FnZ           | 4:00        |
| 4.          | „Black Metal Terrorist”                   | Curry · De Boni · MuleSpencer, Jr. · Hirschenberg                        | FnZ · Taz Taylor · Ronny J · M-Sol | 2:41        |
|             |                                           |                                                                          |                                    | 12:42       |

### Sample[18]
- "Sumo" zawiera interpolację z utworu "R.I.P. Roach (East Side Soulja)", autorstwa Ski Mask the Slump Goda i XXXTentaciona.
- "Switch It Up" zawiera sampel z utworu "Wou", autorstwa Mom4eto.
- "Mad I Got It" zawiera interpolację z utworu "Loyal", autorstwa Chris Browna z udziałem Lil Wayne'a i Tygi.
- "Sirens" zawiera sampel z utworu "Serpentine Fire", autorstwa Marka Colby'ego i interpolacje z utworu "Zenith", autorstwa Curry'ego z udziałem Joeya Badassa i utworu "The Star-Spangled Banner".
- "Percs" zawiera sampel z utworu "Elevate", autorstwa SapceGhostPurrpa
- "Vengeance" zawiera interpolacje z utworu "Lane 2 Lane", autorstwa DJ EFNa z udziałem Curry'ego i Gunplaya, utworu "Chop Em Up", autorstwa Propr Boyz z udziałem Curry'ego, "We Don't Care", autorstwa Kanye Westa i utworu "Gummo",  autorstwa 6ix9ine'a.
- "Black Metal Terrorist" zawiera interpolacje z "Creepin on Ah Come Up", autorstwa Bone Thugs-N-Harmony.

### Inne informacje
- OZ jest niewymienionym współproducentem utworu "Super Saiyan Superman".
- Utwory "Cash Maniac" i "Vengeance" zawierają niewymienione wokale Mickeya de Grand IV.
- Utwór "Sirens" zawiera niewymienione wokale Billie Eilish.
- Wszystkie utwory są zapisywane wielkimi literami z zapisami niektórych liter jako cyfry np. “SIRENS | Z1RENZ”.